# طواف إفريقيا للدراجات 2016
طواف أفريقيا للدراجات 2016 (بالإنجليزية: 2016 UCI Africa Tour)‏ هو الموسم 12 من  طواف إفريقيا للدراجات.
طوال الموسم، يتم منح النقاط لأصحاب المراكز الأولى في المراحل ضمن سباقات المراحل والترتيب العام النهائي لكل من سباقات المراحل وأحداث اليوم الواحد. كما تحدد جودة وتعقيد السباق عدد النقاط الممنوحة لأصحاب المراكز الأولى، فكلما ارتفع تصنيف الاتحاد الدولي للدراجات لسباق ما، زاد عدد النقاط الممنوحة. تصنيفات الاتحاد الدولي للدراجات من الأعلى إلى الأدنى هي كما يلي:
أحداث الأيام المتعددة: 2.HC و2.1 و2.2
أحداث اليوم الواحد: 1.HC و1.1 و1.2

## السباقات
| 28 ديسمبر 2015 – 02 يناير 2016 | طواف مصر                                             | Mounir Makhchoun ‏   | Adne van Engelen ‏        | Pascal Aandewiel‏      |
| 18 – 24 يناير 2016             | لا تروبيكال أميسا بونغو                              | أدريان بيتي         | Andrea Palini ‏           | أنتوني ديلابلاسي      |
| 24 فبراير                      | 2016 African Road Cycling Championships Men ITT‏      | محسن الحسايني       | تسغابو غرماي             | دانيال تيكليهايمانوت  |
| 26 فبراير                      | 2016 African Road Cycling Championships Men RR‏       | Tesfom Okubamariam ‏ | يوسف رقيقي               | Mekseb Debesay ‏       |
| 4 مارس                         | Circuit d'Alger 2016 ‏                                | خيسوس ألبرتو روبيو  | Abderrahmane Bechlaghem ‏ | Luca Wackermann ‏      |
| 05 – 07 مارس 2016              | Tour de Orán 2016 ‏                                   | Luca Wackermann ‏    | السعيد عبد الواش         | توماس فيتكوس          |
| 8 مارس                         | GP de la Ville d'Oran 2016 ‏                          | توماس فيتكوس        | Joseph Areruya ‏          | عادل البربري          |
| 10 – 12 مارس 2016              | طواف بليدة ‏                                          | Luca Wackermann ‏    | Joseph Areruya ‏          | السعيد عبد الواش      |
| 12 – 20 مارس 2016              | طواف كاميرون‏                                         | Mohammed Errafai ‏   | Alexis Carlier‏           | Camera Hakuzimana ‏    |
| 13 – 16 مارس 2016              | طواف سطيف الدولي                                     | السعيد عبد الواش    | عادل البربري             | توماس فيتكوس          |
| 17 مارس                        | Critérium International de Sétif 2016 ‏               | عادل البربري        | عبد القادر بلمختار       | Abdelbasset Hannachi ‏ |
| 19 – 22 مارس 2016              | Tour d'Annaba 2016 ‏                                  | Luca Wackermann ‏    | عادل البربري             | عبد الرحمن منصوري ‏    |
| 23 – 25 مارس 2016              | طواف قسنطينة ‏                                        | توماس فيتكوس        | خيسوس ألبرتو روبيو       | السعيد عبد الواش      |
| 26 مارس                        | Circuit de Constantine 2016‏                          | Joseph Areruya ‏     | السعيد عبد الواش         | عبد الرحمن منصوري ‏    |
| 28 مارس                        | Critérium International de Blida 2016‏                | نسيم سعيدي          | خيسوس ألبرتو روبيو       | Tesfom Okubamariam ‏   |
| 01 – 10 أبريل 2016             | طواف المغرب                                          | ستيفان شوماخر       | Patrik Tybor ‏            | Alessandro Malaguti ‏  |
| 16 أبريل                       | Fenkel Northern Redsea 2016 ‏                         | Mikiel Habtom ‏      | Adhanom Zemekael‏         | Amanuel Million ‏      |
| 17 أبريل                       | 2016 Massawa Circuit ‏                                | Tesfom Okubamariam ‏ | Yonatan Haile ‏           | Meron Teshome ‏        |
| 19 – 23 أبريل 2016             | طواف إريتريا                                         | Merhawi Goitom ‏     | Tesfay Mehretab‏          | Adhanom Zemekael‏      |
| 23 – 30 أبريل 2016             | طواف السنغال ‏                                        | Abdellah Benyoucef ‏ | عبد الرحمن حمزة          | عبد الرحمن منصوري ‏    |
| 24 أبريل                       | Asmara Circuit 2016 ‏                                 | Yonas Fissahaye ‏    | Aklilu Gebrehiwet ‏       | Dawit Haile ‏          |
| 5 مايو                         | Challenge du Prince-Trophée Princier 2016‏            | Thomas Vaubourzeix ‏ | Said Bdadou‏              | عبدلله هيدا ‏          |
| 7 مايو                         | Challenge du Prince-Trophée de l'Anniversaire 2016‏   | Soufiane Sahbaoui ‏  | Mounir Makhchoun ‏        | محسن الكوراجي ‏        |
| 8 مايو                         | Challenge du Prince-Trophée de la Maison Royale 2016‏ | محسن الحسايني       | Thomas Vaubourzeix ‏      | محسن الكوراجي ‏        |
| 21 – 24 مايو 2016              | طواف تونس                                            | عبد الرحمن منصوري ‏  | Reda Aadel ‏              | Thomas Vaubourzeix ‏   |
| 28 أغسطس – 02 سبتمبر 2016      | طواف إثيوبيان مليس زيناوي ‏                           | Tedros Redae ‏       | Alem Grmay Abebe ‏        | Getachew Atsbha ‏      |
| 24 – 30 سبتمبر 2016            | تور دي كوت ديفوار‏                                    | محسن الكوراجي ‏      | المهدي شكري              | Issiaka Cissé ‏        |
| 12 – 16 أكتوبر 2016            | جائزة شانتال بيا الكبرى‏                              | Martial Roman ‏      | Simon Guglielmi ‏         | Hervé Raoul Mba ‏      |

## وصلات خارجية
- الموقع الرسمي